# مغازه عتیقه‌فروشی (فیلم ۱۹۲۱)
«مغازه عتیقه‌فروشی» (انگلیسی: The Old Curiosity Shop (1921 film)) یک فیلم است که در سال ۱۹۲۱ منتشر شد.